# Wes Montgomery
John Leslie "Wes" Montgomery (6. marts 1923 i Indianapolis, Indiana – 15 juni 1968) var en amerikansk jazzguitarist. 
Montgomery var videreføreren og fuldenderen af Charlie Christians bebopstil på guitaren. Han dannede skole og inspiration for senere guitarister som George Benson, Pat Metheney, Pat Martino og Jimmy Hendrix. 
Han har spillet og indspillet med Lionel Hampton, Freddie Hubbard og Milt Jackson, men indspillede mest plader i eget navn.

## Udvalgt Diskografi
- Fingerpickin
- Far Wes
- The Wes Montgomery trio
- The Incredible Jazzguitar of Wes Montgomery
- Movin Along
- So Much Guitar
- BossGuitar
- Full House
- Potrait Of Wes
- Guitar On The GO